# Oleszna Podgórska (przystanek kolejowy)
Oleszna Podgórska – zamknięty i zlikwidowany w 1992 przystanek osobowy (dawniej stacja kolejowa) w Olesznie Podgórskiej, w Polsce. Został on oddany do użytku 15 października 1885 wraz z linią kolejową z Gryfowa Śląskiego do Lwówka Śląskiego.

## Położenie
Przystanek Oleszna Podgórska znajdował się we wsi Oleszna Podgórska, w dolinie rzeki Oldzy. Administracyjnie położony on był w województwie dolnośląskim, w powiecie lwóweckim, w gminie Lubomierz.
Przystanek był zlokalizowany na wysokości 332 m n.p.m.

## Historia

### Do 1945
Powstanie linii kolejowej między Lwówkiem Śląskim a Gryfowem Śląskim, a wraz z tym omawianego przystanku było spowodowane likwidacją jednostki wojskowej w Lwówku Śląskim, ponieważ linia ta stanowiła rekompensatę za jej likwidację. Pierwszy odcinek tej linii przechodził przez Olesznę Podgórską i łączył Lwówek Śląski z Gryfowem Śląskim, który otwarto 15 października 1885.

### Lata powojenne
Po 1945 cała infrastruktura kolejowa na stacji przeszła w zarząd Polskich Kolei Państwowych. W latach 50. XX w. dokonano pierwszych prób likwidacji połączeń biegnących przez dawną stację. W listopadzie 1950 zlikwidowano połączenie kolejowe do Świeradowa Zdroju. Z tego powodu Prezydium Powiatowej Rady Narodowej w Lwówku Śląskim zwróciło się do Dyrekcja Kolei we Wrocławiu o wznowienie ruchu, co ostatecznie udało się osiągnąć. W późniejszym czasie częściowo zlikwidowano to połączenie – w 1983 zawieszono kursowanie połączeń pasażerskich na odcinku Gryfów Śląski – Lwówek Śląski, a w 1996 całkowicie zlikwidowano połączenia na trasie Lwówek Śląski – Lubomierz.

## Linie kolejowe
Oleszna Podgórska była 19. posterunkiem ruchu na dawnej linii kolejowej nr 284 Legnica – Pobiedna – granica państwa (66,440 km).

## Infrastruktura
Na przystanku pierwotnie znajdowała się wiata i peron.

## Połączenia
| Okres   | Stacja docelowa                                | Liczba połączeń | Źródło |
| ------- | ---------------------------------------------- | --------------- | ------ |
| 1970/71 | Świeradów Zdrój Legnica Jelenia Góra Złotoryja | 4 2 1           | [ 7 ]  |
| 1980/81 | Świeradów Zdrój Legnica Jelenia Góra Złotoryja | 4 2 1           | [ 8 ]  |